# Vytautas Pranciškus Lukaševičius
Vytautas Pranciškus Lukaševičius (*  19. Oktober 1932 in Pagečiai, Wolost Jonava, Bezirk Kaunas; † 3. Juli 1994 in Vilnius) war ein litauischer Forstingenieur und sowjetlitauischer Forstpolitiker, Minister.

## Leben
Er wuchs im Dorf Pagečiai, heute Rajongemeinde Jonava, auf. Sein Vater war Vaclovas Lukaševičius.
1956 absolvierte Vytautas Pranciškus Lukaševičius das Diplomstudium an der Aleksandras-Stulginskis-Universität bei Kaunas. Von 1956 bis 1959 arbeitete er in Troškūnai in der Rajongemeinde Anykščiai, von 1960 bis 1962 in der Rajongemeinde Pasvalys. Von 1963 bis 1978 war er erster Sekretär der Kommunistischen Partei Litauens (Lietuvos komunistų partija) in der Rajongemeinde Rokiškis. Ab 1963 war er bis 1971 Deputat im Obersten Sowjet Litauens. Von 1978 bis 1988 war er Minister für Waldwirtschaft Sowjetlitauens und Waldindustrie, danach bis 1990 sowjetlitauischer Minister für Waldwirtschaft. Von 1990 bis 1994 arbeitete er als Ingenieur am Lietuvos miškų institutas in Girionys.